# Maico
Maico is een historisch motorfiets- en automerk.
Maico: Maisch und Co., later Maico Motorrad- und Fahrradfabrik, Poltringen bei Tübingen, later Maico-Werk, W. & O. Maisch en Maico-Fahrzeugfabrik GmbH Pfäffingen (1934-1999).
Duits motormerk, in 1926 als fietsenfabriek opgericht door Ulrich Maisch in Würmlingen. De oorspronkelijke firmanaam Maisch & Co werd al snel Maico. Nadat de beide zoons Wilhelm en Otto in 1931 de leiding overnamen startte men in 1934 met de productie van motorfietsen, waarbij gebruikgemaakt werd van 98- en 123cc-ILO- en Sachs-motoren. Tijdens de Tweede Wereldoorlog verhuisde het bedrijf naar Pfäffingen, waar onderdelen voor de Luftwaffe gemaakt werden. 
Maico was een van de eerste Duitse merken die na de oorlog toestemming kregen motorfietsen te ontwikkelen en te produceren, wat het merk een voorsprong op de concurrenten opleverde. De eerste was een 125cc-tweetakt met een eigen motorblok. Maico maakte voornamelijk tweetaktmotoren en behaalde grote successen in de terreinsporten.
In 1955 nam het de firma Champion over en produceerde het tussen 1955 en 1957 auto's. Dit bracht niet het gewenste succes en men concentreerde zich weer op motorfietsen. Tussen 1960 en 1966 leverde het bedrijf 10.000 militaire Maico M250B BW motoren aan de Duitse Bundeswehr en Bundesgrenzschutz.
Vanaf de jaren tachtig bestaat de merkhistorie uit hele en halve faillissementen en in 1995 werd de merknaam overgenomen door het Nederlandse bedrijf van E. Demmer. In 1997 werden plannen ontvouwd om in Bunnik een fabriek voor Maico Motorcycles NV te bouwen, waar 3000 motorfietsen per jaar geproduceerd moesten worden. Het laatste faillissement werd begin 1999 uitgesproken.
In 2010 werden er echter in Bournemouth onder de naam Maico International weer 250-, 320- en 500cc-tweetakt-crossers en een 685cc-tweetakt-supermotard gebouwd. De eigenaren van dit nieuwe bedrijf waren. Vincent Page en Lesley White.

## Spot- en bijnamen
Maico Mobil (1952-1958): Flying Dustbin, Trockenhaube (scooterachtige machine met veel en lomp plaatwerk)